# Lorde da Ilha de Wight
O Lorde da Ilha de Wight era um título feudal, às vezes hereditário e outras vezes por nomeação real no Reino da Inglaterra, antes do desenvolvimento de um extenso sistema de pariato.
Guilherme, o Conquistador, concedeu o senhorio da Ilha de Wight ao seu parente e conselheiro próximo William FitzOsbern, 1.º Conde de Hereford, em 1066. Ele morreu em 1071 e foi sucedido por seu filho Roger de Breteuil, 2.º Conde de Hereford, cujo sobrenome foi tirado do senhorio de seu pai em Breteuil, na Normandia. Roger é conhecido na história por seu papel na Revolta dos Condes, pela qual foi privado de suas terras e títulos e preso em 1075.
A próxima criação do título foi feita por Henrique I em 1101 para Ricardo de Redvers, que havia sido um dos seus principais apoiadores na luta contra seu irmão Robert Curthose pelo controle do trono inglês. Após sua morte em 1107, ele foi sucedido por seu filho Baldwin, que foi nomeado Conde de Devon em 1141. O senhorio da Ilha de Wight passou a ser mantido juntamente com o condado pela família de Redvers. A última detentora de ambos os títulos foi Isabella de Fortibus, nascida de Redvers, 8.ª Condessa de Devon, que os herdou após a morte de seu irmão Baldwin em 1262. Viúva no ano anterior, ela se tornou a mulher mais rica das Ilhas Britânicas que não era membro de uma família real. Ela morava no Castelo de Carisbrooke na ilha e exercia seus direitos e privilégios como senhor feudal. Em seu leito de morte, ela vendeu a ilha para Eduardo I por 6.000 marcos.
A partir de então, o senhorio tornou-se uma nomeação real. Seus detentores geralmente eram confidentes próximos do monarca ou parentes próximos dele. Por exemplo, no século XIV, Eduardo II nomeou seu favorito Piers Gaveston. O filho de Eduardo , Eduardo, Conde de Chester, depois Rei Eduardo III, também foi nomeado, assim como o neto deste último, Eduardo de Norwich, 2.º Duque de Iorque. No século XV, Humphrey, Duque de Gloucester, "filho, irmão e tio de reis", foi nomeado, assim como membros das famílias Beaufort e Woodville durante a Guerra das Rosas. O último nomeado, Edward Woodville, denominado Lorde Scales, que apoiou Henrique VII naquele conflito, morreu em 1488.

## Lordes da Ilha de Wight, 1ª criação (1066)
- William FitzOsbern, 1.º Conde de Hereford (falecido em 1071)
- Roger de Breteuil, 2.º Conde de Hereford (apreendido em 1075)

## Lordes da Ilha de Wight, 2ª criação (1101)
- Ricardo de Redvers (falecido em 1107)
- Baldwin de Redvers, 1.º Conde de Devon (falecido em 1155)
- Richard de Redvers, 2.º Conde de Devon (falecido em 1162)
- Baldwin de Redvers, 3.º Conde de Devon (falecido em 1188)
- Richard de Redvers, 4.º Conde de Devon (falecido por volta de 1193)
- William de Redvers, 5.º Conde de Devon (falecido em 1217)
- Baldwin de Redvers, 6.º Conde de Devon (falecido em 1245)
- Baldwin de Redvers, 7.º Conde de Devon (falecido em 1262)
- Isabella de Fortibus, 8.ª Condessa de Devon (falecida em 1293)

## Nomeados Lordes e Damas da Ilha de Wight
- 1307: Piers Gaveston, 1.º Conde da Cornualha (morto em 1312)
- Eduardo, Conde de Chester (tornou-se Rei Eduardo III em 1327)
- 1385: William de Montagu, 2.º Conde de Salisbury (falecido em 1397)
- 4 de junho de 1397: Eduardo de Norwich, 2.º Duque de Iorque (morreu em ação em 1415)
- 10 de dezembro de 1415: Philippa de Mohun (falecida em 1431 no Castelo de Carisbrooke)
- 1415 (presumivelmente em reversão ): Humphrey, Duque de Gloucester (falecido em 1447)
- 1452: Edmund Beaufort, 2.º Duque de Somerset (falecido em 1455)
- 1457: Henrique Beaufort, 3.º Duque de Somerset (falecido em 1464)
- 1474: Anthony Woodville, 2.º Conde Rivers (falecido em 1483)
- 1485: Edward Woodville, denominado Lorde Scales (falecido em 1488).